# Walerianówka
Walerianówka (ukr. Валер'янівка) – wieś na Ukrainie, w obwodzie wołyńskim, w rejonie rożyszczeńskim, nad Styrem.
Pod koniec XIX w. kolonia w powiecie łuckim, w gminie Rożyszcze.